# Kristen Sharp
Pour les articles homonymes, voir Sharp.
Kristen Brooke Sharp dite KB Sharp, née le 18 avril 1981 à Columbus (Ohio) est une joueuse de basket-ball américaine naturalisée française jouant meneuse ou arrière.

## Situation personnelle
Kristen Sharp est née à Columbus, la capitale de l'Ohio. Elle a deux frères dont un jumeau, avec lesquels elle découvrit très tôt le basket-ball. Elle est de confession catholique,. Au lycée, elle étudie le français, expliquant avoir été toujours attirée par la France. Issue d'une famille modeste, elle découvre le goût du voyage durant sa scolarité. Elle suit des études à la prestigieuse Université du Connecticut et joue pour l'équipe des Bearcats de Cincinnati en parallèle de ses études dans le championnat universitaire.
Elle possède de nombreux tatouages, le premier datant de son entrée à l'université, parmi lesquels deux psaumes (« Dieu, protège-moi de mes ennemis » et « Je n'ai peur de rien avec Dieu ») ou une phrase en français (« La vie c’est comme ça, ça va et ça vient ») et un représentant les drapeau américain et français entremêlés et plantés dans un cœur, symbole de son affection pour la France où elle est arrivée comme joueuse en 2006,,,. Elle a également plusieurs tatouages en japonais ou un symbole de la croix de vie égyptienne. Elle a fait des études de criminologie. Elle est fan de Djibril Cissé, et de LeBron James. Elle est naturalisée française le 7 juin 2012,,,,.
Sa famille habite toujours à Columbus. Elle s'engage en faveur du mouvement Black Lives Matter après la mort de George Floyd,. Elle s'oppose à Donald Trump pour lequel elle n'avait pas voté en 2016 (elle n'avait pas voté du tout),.

## Carrière de joueuse

### En club
Sharp est draftée au second tour (26e choix) de Draft WNBA 2003 par les Liberty de New York, pour lesquels elle joue deux saisons. Remerciée en présaison 2005, elle rejoue les deux années suivantes pour les Fever de l'Indiana. Puis les deux saisons suivantes pour les Sky de Chicago. Parallèlement, elle joue en Europe le reste de l'année, en Russie et en Israël. Son séjour dans l'État hébreux renforce ses convictions religieuses,. 
En 2006, elle arrive en France pour jouer au Pays d'Aix Basket 13,. Malgré des difficultés d'adaptation au début, elle ne quitte plus le pays qui devient sa terre d'adoption, au point d'en demander la nationalité,,,,,. Elle joue dans de nombreux clubs, notamment Aix-en-Provence, Bourges ou Mondeville en Normandie. De par sa longévité dans le championnat de France, elle est l'une des joueuses les plus appréciées par ses pairs. Elle prend sa retraite en avril 2021 lorsqu'elle apprend qu'elle attend un enfant,.

### En sélection nationale
Sa naturalisation la rend éligible pour jouer pour l'équipe de France. Elle est convoquée par Pierre Vincent pour préparer le championnat d'Europe 2013. Elle obtient son unique sélection le 19 mai 2013 lors d'un match amical contre l'Italie (67-39), inscrivant 2 points à l'occasion. Elle n'est pas conservée dans le groupe convoqué pour le championnat d'Europe.

## Clubs
Elle fréquente les clubs suivants:
- 1998-1999 :  Bexley High School
- 1999-2003 :  Bearcats de Cincinnati
- 2003-2004 :  Spartak Saint-Pétersbourg
- 2004-2005 :  Hapoël Tel-Aviv
- 2005-2006 :  Bnei Herzliya
- 2006-2009 :  ASPTT Aix-en-Provence
- 2009-2010 :  Challes-les-Eaux Basket
- 2010-2013 :  USO Mondeville
- 2013-2014 :  Cavigal Nice Basket 06
- 2014-2017 :  USO Mondeville
- 2017-2019 :   Tango Bourges Basket
- 2019-2020 :   Entente sportive Basket de Villeneuve-d'Ascq - Lille Métropole
- 2020-2021 :   Tarbes Gespe Bigorre

Elle connait également en parallèle une carrière en WNBA :
- 2003 et 2004: Liberty de New York
- 2006 et 2007: Fever de l'Indiana
- 2008 et 2009: Sky de Chicago

## Palmarès
- Coupe de France en 2018 et 2019
- Championnat de France en 2018
- EuroChallenge en 2003[5]